# Schmilkendorf
Schmilkendorf is een plaats en voormalige gemeente in de Duitse gemeente Lutherstadt Wittenberg, deelstaat Saksen-Anhalt, en telt 243 inwoners (1993).